# 石田悠佳
石田 悠佳（いしだ ゆうか）は、日本のアイドル、女優。

女性アイドルグループ「LINKL PLANET」の元メンバー。東京都出身。

## 経歴
2022年：BANDAI SPIRITS主催の「PLAMO GIRLS PROJECT」オーディションに合格し、LINKL PLANETのメンバーとしてデビュー。2023年：テレビ東京系ドラマ「量産型リコ -もう1人のプラモ女子の人生組み立て記-」にレギュラー出演。
2025年5月31日：浅草花劇場での卒業イベントをもってLINKL PLANETを卒業。

## 出演

### テレビドラマ
- 量産型リコ -もう1人のプラモ女子の人生組み立て記-（2023年、テレビ東京）
- 量産型リコ -最後のプラモ女子の人生組み立て記-（2024年、テレビ東京）

#### イベント
- SUMMER SONIC 2023（2023年8月19-20日）
- イナズマロックフェス 2023（2023年10月9日）